# المقيم العام الفرنسي (تونس)
المقيم العام الفرنسي هو الممثل الرسمي للحكومة الفرنسية بكل من تونس والمغرب خلال فترة الحماية لكل منهما، وهو ما يقابل المندوب السامي بالمستعمرات البريطانية مع الفارق بين النظامين.

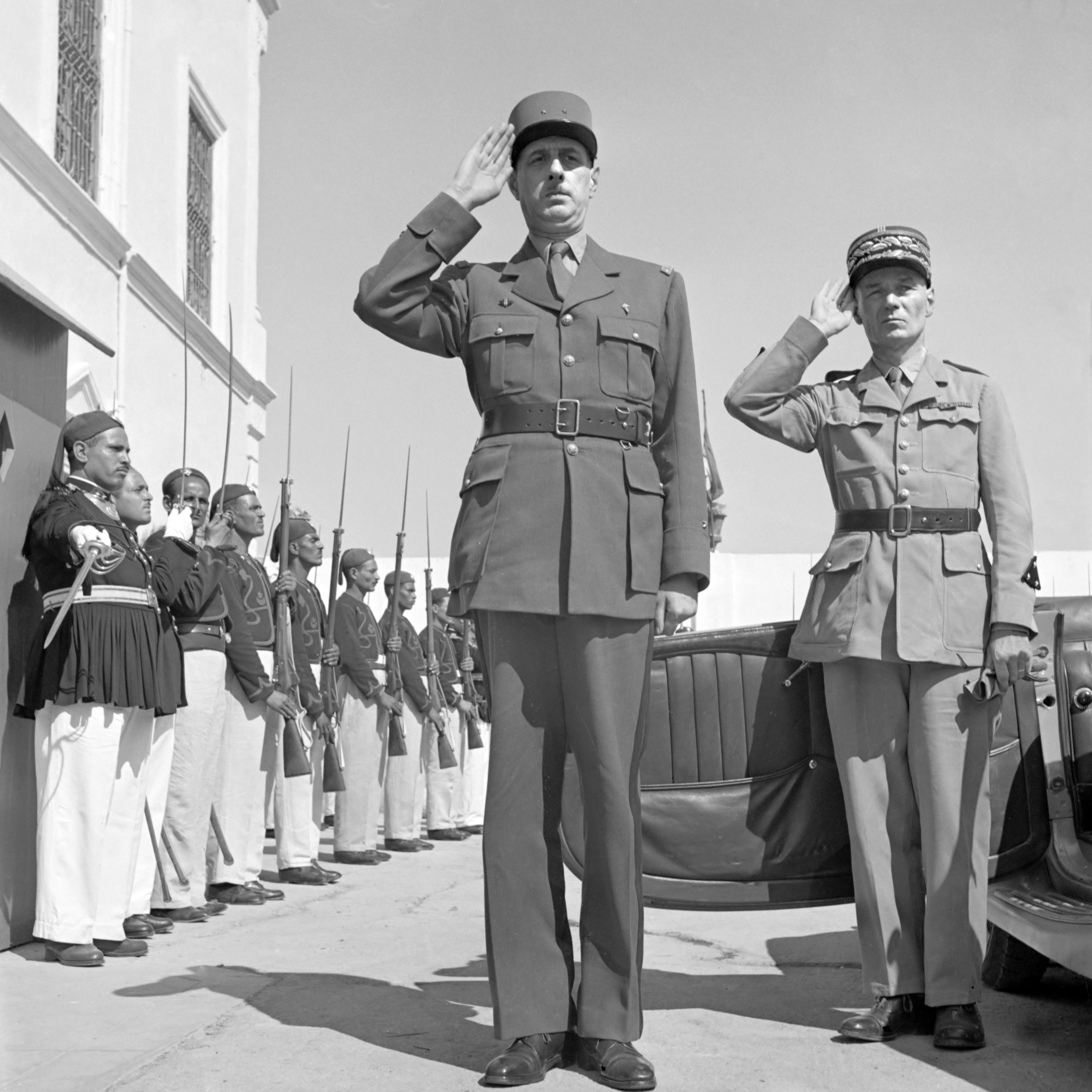
الجنرال ديغول رفقة المقيم العام شارل ماست أمام القصر الصيفي للباي بقرطاج في 1943

## التسمية
- سمي المسؤول الفرنسي بتونس في البداية الوزير المقيم، واستمرت هذه التسمية إلى 23 جوان/حزيران 1885، ليصبح يسمى منذئذ المقيم العام وقد استمر هذه التسمية إلى غرة سبتمبر/أيلول 1955 .[1] وكان «الوطنيون» التونسيون يطلقون عليه أحيانا اسم السفير الفرنسي على أساس أن تونس دولة لها شخصيتها القانونية إزاء فرنسا.
- اشتهر عدد من المقيمين العامين بدورهم في إرساء نظام الحماية، من بينهم خاصة بالنسبة لتونس بول كانبون والماريشال ليوتي بالنسبة للمغرب.

## بين تونس والمغرب
- عمل عدد من المقيمين العامين بتونس والمغرب، ومن بينهم:
  - لوسيان سان (Lucien Saint) الذي كان مقيما عاما بتونس فيما بين 1921 و1929 ثم انتقل مباشرة إلى المغرب بمثل خطته إلى سنة 1933.
  - مارسال بيروتون ( Marcel Peyrouton ) إذ عمل أولا بالمغرب بين شهري أفريل/نيسان وجويلية/تموز 1933، ثم انتقل بمثل خطته إلى تونس حتى مارس/آذار 1936. كما عاد إلى تونس لفترة تقل عن شهرين (1940) خلال عهد [ | نظام فيشي ] الموالي للمحور.

### المقيمون العامون بتونس
توالى على البلاد التونسية خلال عهد الحماية ثلاثة وعشرون مقيما عاما:
1- تيودور روسطان (Théodore Roustan) من 13 ماي/أيار 1881-28 فيفري/شباط 1882)
2- بول كانبون ( Paul Cambon ) من 28/2/1882 إلى 23/11/1886.
3- جوستان ماسيكو (Justin Massicault ) إلى 5/11/1892.
4- موريس روفيي(Maurice Rouvier ) إلى 14/11/1894.
5- روني ميي ( René Millet ) إلى نوفمبر 1900.
6- بينوا ميركل ( Benoît de Merkel ) إلى 27/12/ 1901.
7- إيتيان بيشون ( Étienne Pichon ) إلى 7/2/1907.
8- غابريال ألابتيت (Gabriel Alapetite ) إلى 26/10/1918.
9- إيتيان فلاندان ( Étienne Flandin ) إلى 1/1/1921.
10- لوسيان سان ( Lucien Saint ) إلى 2/1/1929.
11- كلود مانسرون ( François Manceron ) إلى 29/7/1933.
12- مارسيل بيروتون ( Marcel Peyrouton ) إلى 21/3/1936.
13- أرمان غيون ( Armand Guillon ) إلى 18/10/1938.
14- إيريك لابون ( Eirik Labonne ) إلى 3/6/1940.
15- مارسيل بيروتون ( Marcel Peyrouton ) إلى 22/7/1940.
16- جان بيار إستيفا (Jean-Pierre Esteva ) إلى 10/5/1943.

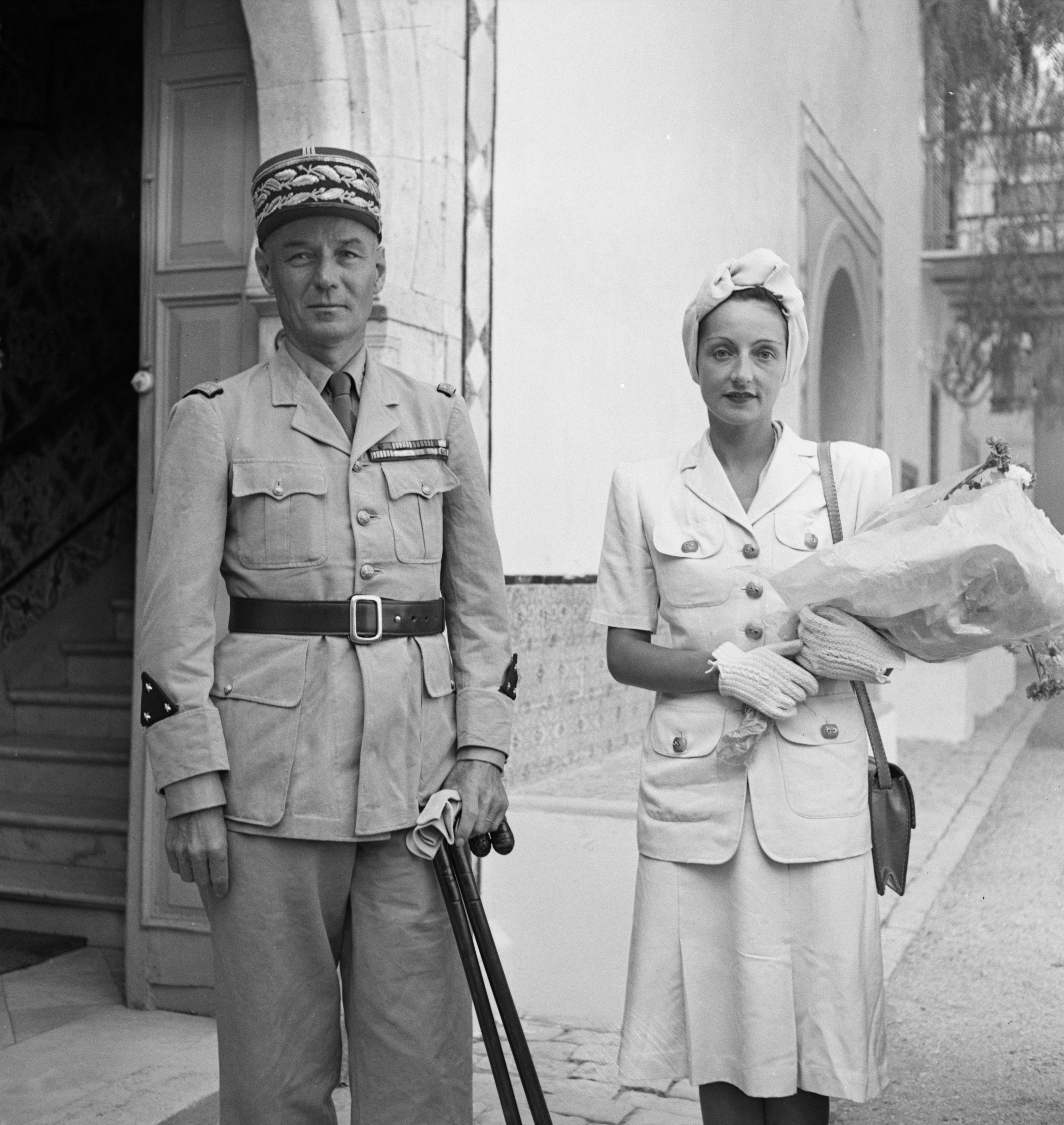
المقيم العام الجنرال شارل ماست وزوجته عند توليه مهامه في تونس.

17- شارل ماست ( Charles Mast ) إلى 22/2/1947.
18- جون مونس ( Jean Mons ) إلى 13/6/1950.
19- لوي بيريي ( Louis Périllier ) إلى 13/1/1952.
20- جان دوهوتكلوك (Jean de Hauteclocque ) إلى 2/9/1953.
21- بيار فوازار ( Pierre Voizard ) إلى 5/11/1954.
22- بيار بوايي دولاتور ( Pierre Boyer de Latour ) إلى 31/8/1955.
23- روجي سايدو (Roger Seydoux ) إلى 20/3/1956. وقد كان يسمى مندوبا ساميا.

### المقيمون العامون بالمغرب
أما بالمغرب فقد تولى 14 مقيما عاما هم على التوالي:
1- الماريشال هوبرت ليوتي (maréchal Hubert Lyautey ) بين أفريل/نيسان 1912 وأكتوبر/تشرين الأول 1925.
2- تيودور ستيغ ( Théodore Steeg ) إلى جانفي/كانون الثاني 1929.
3- لوسيان سان ( Lucien Saint ) إلى 29 جويلية/تموز 1933.
4- هنري بونسو ( Henri Ponsot ) إلى مارس/آذار 1936.
5- مارسيل بيروتون (Marcel Peyrouton ) إلى سبتمبر/أيلول 1936.
6- الجنرال موريس نوغاس (général Maurice Noguès ) إلى جوان/حزيران 1943.
7- غابريال بوو (Gabriel Puaux ) إلى مارس/آذار 1946.
8- إيريك لابون (Eirik Labonne ) إلى 1947.
9- الجنرال ألفونس جوان (général Alphonse Juin ) إلى 1951.
10- الجنرال أوغستان غيوم ( général Augustin Guillaume ) حتى 1954.
11- فرانسيس لاكوست (Francis Lacoste ) حتى 1955.
12- جلبار قرندفال ( ) 1955.
13- بيار بوايي دولاتور ( Pierre Boyer de Latour ) إلى نوفمبر/تشرين الثاني 1955.
14- أندري دوبوا( André Dubois) إلى مارس/آذار 1956.